# Гриньов Микола Герасимович
Гриньов Микола Герасимович (нар. 9 липня 1954, Кірове, Донецька область) — шахтар, Герой України, колаборант з РФ (з 2022 року).

## Біографія
Народився 9 липня 1954 року у селищі Кірове (нині в складі міста Торецьк) Донецької області в шахтарській родині. Брат гірничого інженера, в. о. директора Інституту фізики гірничих процесів НАН України Володимира Гриньова.
У 1971 році закінчив десять класів середньої школи.
Після школи працював слюсарем-монтажником у шахтоспецмонтажному управлінні № 4 міста Горлівки. У 1972—1974 рр. проходив службу у лавах Радянської армії, навчався в Запорізькій школі молодших авіаційних фахівців.
5 грудня 1974 року повернувся до Донецької області. Після кількох місяців навчання в Гірничопромисловій школі, пішов працювати відбійником на шахту «Південна» виробничого об'єднання «Дзержинськвугілля».
Восени 1978 року перейшов працювати на шахту імені Н. А. Ізотова, виробничого об'єднання «Артемвугілля». Майже через півроку його призначили бригадиром.
У 1981 році перед XXVI з'їздом КПРС вперше здолав рубіж в 1007 % норми виробки (на горизонті в 750 метрів).
З 1985 року працює відбійником на шахті імені К. Е. Ворошилова (нині «Північна») виробничого об'єднання «Дзержинськвугілля». Дванадцяту п'ятирічку закінчив третім по місту Дзержинськ. За 1986 рік норма його виробки склала 200 %, за 1987 — 240 %. У 1987 рік, лише в серпні, на ділянці № 66 (горизонт 1050 метрів) зрубав три рази понад 1000 %, один раз — 930 %, і ще один раз — 860 %. На початку березня 2001 року виконав 8 норм. 28 квітня 2001 року на ділянці № 71 (горизонт 1160 метрів, пласт «Солоний») виконав 1060 % норм виробки. 31 серпня 2001 року з нагоди 100-річчя шахти виконав  1767 % виробки. 11 травня 2002 року на пласті «Солоний» виконав 3898 % виробки, в серпні 2003 року — 1672 %.
За час своєї роботи нарубав 55700 тонн вугілля.
Згідно з Указом Президента України «Про присвоєння звання Герой України» від 27 серпня 2003 року № 931/2003 «за самовіддану шахтарську працю, досягнення найвищих показників з видобутку вугілля» відбійникові шахти «Північна» державного підприємства «Дзержинськвугілля» М. Г. Гриньову присвоєно звання Герой України з врученням ордена Держави.
У 2004 році залишив роботу вибійника через професійне захворювання.
Тоді ж, за порадою свого брата Володимира Гриньова, почав писати сатиричні оповідання, що пізніше неодноразово друкувалися у кількох обласних та місцевих газетах (зокрема, «Донбасс», «Акцент» та «Дзержинский шахтёр»).
Восени 2021 року разом із власною дружиною перехворів на COVID-19.

## Політична позиція
У травні 2001 року на пропозицію тодішнього керівництва шахти «Північна» вступити в ряди Партії регіонів Гриньов відмовив, аргументуючи це, що йому з «розкрадачами соціальної власності» не по дорозі. Але 29 серпня 2003 року під час нагородження прем'єр-міністром України Віктором Януковичем шахтарів у Донецьку він, завершуючи свій святковий тост, попросив народного депутата України Ігоря Шкірю прийняти його до політсили. Через рік, у 2004 році, він отримав членське посвідчення Партії регіонів.
Після завершення кар'єри шахтаря успішно балотувався в квітні 2006 року у депутати Донецької обласної ради від Партії регіонів.
У 2011 році оцінив діяльність Віктора Януковича у перший рік його керування Україною під час інтерв'ю одній із місцевих газет:
|  | З точки зору обивателя та горлопана, оцінюючи по 5-бальній системі, то двійка. Як прагматик, ким я і є, — позитивно, хоча достатньо і плюсів, і мінусів. Ми знаходимося не в казках Шахерезади, і Янукович – не факір. Можно увійти до хати, яка догорає, але не можна безкінечно «доїти» державу-жебрак, зупинившись в одному кроці від безодні. Не буває так у житті, що все і одразу з'явиться на блюдечку із золотою камочкою. Працювати потрібно завжди та на всіх рівнях, але, вважаю, під жорстким контролем – мораль кульгає. Так, обіцяли «покращення», але, знали, що крадуть, але не до такої же ступені, щоб довести найбагатшу країну до стану жебрака. |

З початком повномасштабного вторгнення Росії в Україну 24 лютого 2022 року став активним учасником проросійських груп  у Telegram, де неодноразово публікував повідомлення із відверто антиукраїнським змістом. На своїй сторінці у соцмережі «VK» себе називає «професійним українським оптимістом з брянсько-в'ятським корінням». 

## Сім'я
Дружина — Наталія Миколаївна Гриньова.

## Нагороди, звання
- Герой України.
- Почесний громадянин Дзержинська[8].